# La Motte-Ternant
La Motte-Ternant és un municipi francès, situat al departament de la Costa d'Or i a la regió de Borgonya - Franc Comtat. L'any 2007 tenia 168 habitants.

## Demografia

### Població
El 2007 la població de fet de La Motte-Ternant era de 168 persones. Hi havia 76 famílies, de les quals 16 eren unipersonals (12 homes vivint sols i 4 dones vivint soles), 40 parelles sense fills, 12 parelles amb fills i 8 famílies monoparentals amb fills.
La població ha evolucionat segons el següent gràfic:
Habitants censats

### Habitatges
El 2007 hi havia 137 habitatges, 80 eren l'habitatge principal de la família, 46 eren segones residències i 11 estaven desocupats. 133 eren cases i 1 era un apartament. Dels 80 habitatges principals, 67 estaven ocupats pels seus propietaris, 7 estaven llogats i ocupats pels llogaters i 6 estaven cedits a títol gratuït; 3 tenien una cambra, 7 en tenien dues, 18 en tenien tres, 20 en tenien quatre i 33 en tenien cinc o més. 53 habitatges disposaven pel capbaix d'una plaça de pàrquing. A 37 habitatges hi havia un automòbil i a 34 n'hi havia dos o més.

### Piràmide de població
La piràmide de població per edats i sexe el 2009 era:
| Homes | Edats   | Dones |
| ----- | ------- | ----- |
| 0     | 95 o +  | 4     |
| 0     | 90 a 94 | 0     |
| 0     | 85 a 89 | 4     |
| 0     | 80 a 84 | 0     |
| 4     | 75 a 79 | 0     |
| 12    | 70 a 74 | 16    |
| 0     | 65 a 69 | 0     |
| 12    | 60 a 64 | 16    |
| 4     | 55 a 59 | 8     |
| 4     | 50 a 54 | 4     |
| 4     | 45 a 49 | 8     |
| 4     | 40 a 44 | 4     |
| 4     | 35 a 39 | 8     |
| 4     | 30 a 34 | 0     |
| 8     | 25 a 29 | 0     |
| 4     | 20 a 24 | 0     |
| 4     | 15 a 19 | 4     |
| 0     | 10 a 14 | 16    |
| 4     | 5 a 9   | 0     |
| 0     | 0 a 4   | 4     |

## Economia
El 2007 la població en edat de treballar era de 115 persones, 72 eren actives i 43 eren inactives. De les 72 persones actives 64 estaven ocupades (42 homes i 22 dones) i 8 estaven aturades (1 home i 7 dones). De les 43 persones inactives 17 estaven jubilades, 10 estaven estudiant i 16 estaven classificades com a «altres inactius».

### Ingressos
El 2009 a La Motte-Ternant hi havia 81 unitats fiscals que integraven 167 persones, la mediana anual d'ingressos fiscals per persona era de 15.912 €.

### Activitats econòmiques
Dels 9 establiments que hi havia el 2007, 1 era d'una empresa de construcció, 1 d'una empresa de comerç i reparació d'automòbils, 2 d'empreses de transport, 2 d'empreses d'hostatgeria i restauració, 1 d'una empresa financera, 1 d'una empresa immobiliària i 1 d'una empresa de serveis.
Dels 3 establiments de servei als particulars que hi havia el 2009, 1 era una oficina de correu, 1 paleta i 1 restaurant.
L'any 2000 a La Motte-Ternant hi havia 13 explotacions agrícoles que ocupaven un total de 1.190 hectàrees.

## Poblacions més properes
El següent diagrama mostra les poblacions més properes.